# Mi hermano Nikhil
Mi hermano Nikhil es una película de la India dirigida por Onir y protagonizada por Sanjay Suri, Juhi Chawla y Purab Kohli. Está basada en una historia real de un nadador joven de Goa que contrajo el sida y fue detenido por el gobierno.

## Reparto
- Sanjay Suri: Nikhil Kapoor
- Juhi Chawla: Anamika
- Victor Banerjee: Navin Kapoor
- Lilette Dubey: Anita Rosario Kapoor
- Purab Kohli: Nigel De Costa
- Dipannita Sharma: Leena Gomes
- Shayan Munshi: Kelly Menzes
- Gautam Kapoor: Sam Fernández
- Piya Rai Chaudhary: Catherine
- Sujoy Ghosh: actuación especial
- Dia Mirza: actuación especial

## Banda sonora
| #  | Canción                | Cantante(s)                |
| 1  | «Aa Bhi Ja Aa Bhi Ja»  | Lucky Ali, Sunidhi Chauhan |
| 2  | «Bolo Tum Bol»         | Kunal Ganjawala            |
| 3  | «I Miss My Little Boy» | Instrumental               |
| 4  | «Kabhi»                | Josh                       |
| 5  | «Le Chale 1»           | Shaan                      |
| 6  | «Le Chale 2»           | KK                         |
| 7  | «Le Chale 3»           | Sunidhi Chauhan            |
| 8  | «Mahiya»               | Sunidhi Chauhan            |
| 9  | «Leaving Home»         | Instrumental               |
| 10 | «Mere Sapne»           | Kavita Krishnamurthy       |
| 11 | «Till We Meet Again»   | Vivek Philip               |
| 12 | «Woh Kaun Hai»         | Sunidhi Chauhan            |